# Quemador
En general, se conoce como quemador a todo dispositivo que facilita la mezcla de un combustible y un comburente y en el que se produce la combustión. En algunos aparatos, generalmente de poca potencia, que utilizan combustible gaseoso, el quemador puede reducirse a un tubo o un disco, con perforaciones por las que fluye el gas  introducido a través de un inyector  y que produce por efecto Venturi la inducción del aire comburente. La combustión se inicia mediante una chispa, o incluso manualmente acercando una llama.
A medida que aumenta la potencia de combustión, la función del quemador se va haciendo más compleja hasta convertirse, en los quemadores industriales, en una máquina que pone en contacto el combustible con el comburente en la proporción, forma y condiciones que permitan la combustión continua, estable y controlada, con un rendimiento máximo.

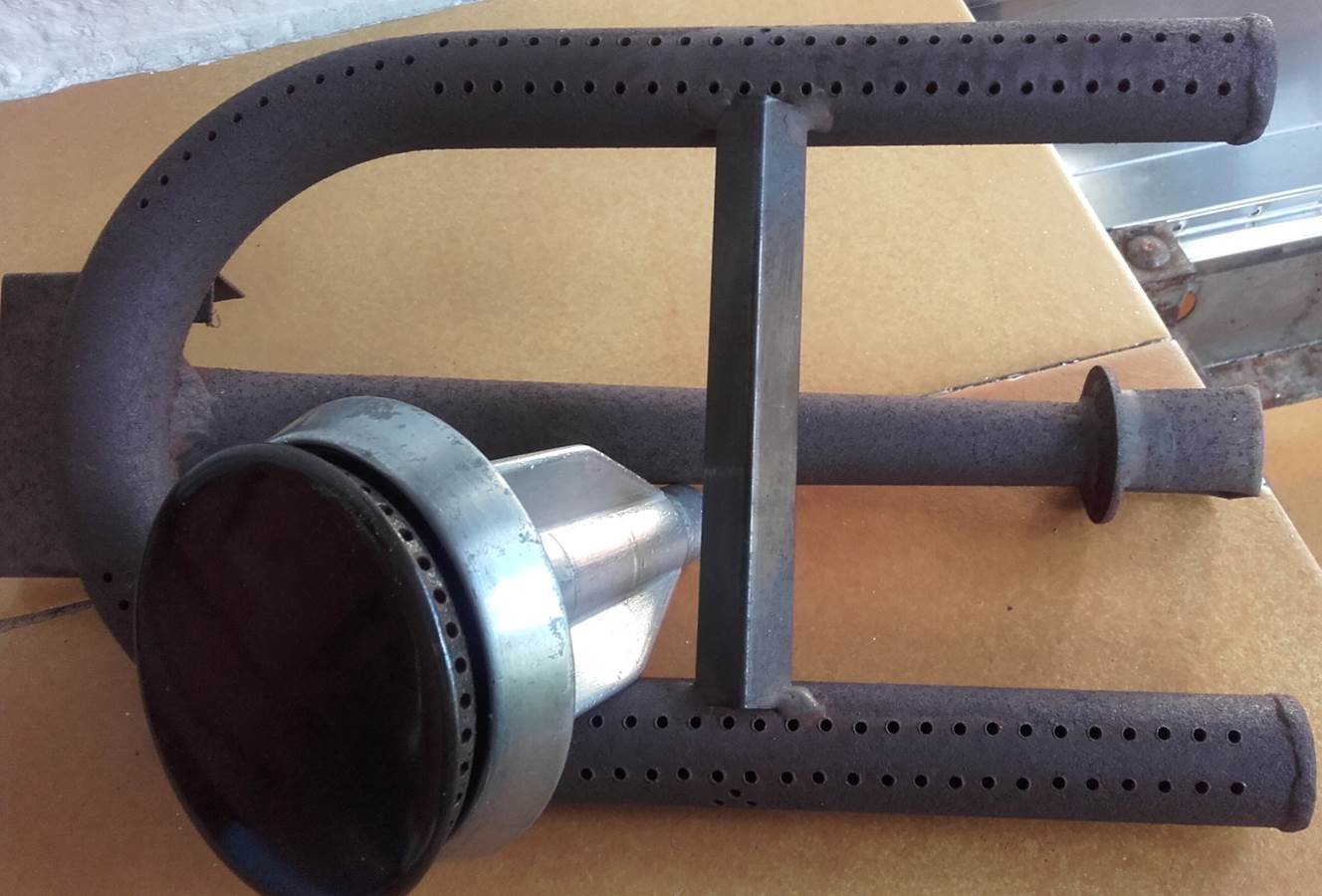
Quemadores de cocina doméstica y plancha de gas

## Clasificación
Atendiendo al tipo de combustible, los quemadores se clasifican en: quemadores de combustible líquido y quemadores de combustible gaseoso. Aunque esencialmente, en lo que respecta a la función indicada, ambos tipos son iguales, los de combustible líquido tienen un mecanismo algo más complejo debido a la necesidad de preparación previa del combustible.

### Quemador de una etapa
El tipo más sencillo de quemador, es el que tiene funcionamiento a una etapa, también es conocido como On-Off. Este quemador tiene dos estados en su funcionamiento, Encendido o Apagado. Cuando el sistema alcanza el punto de configuración (Set Point) de la variable, el control le envía la señal al quemador, y este se apaga.  

## Funcionamiento de un quemador de una etapa
La señal de control que es enviada a los quemadores industriales en un control de lazo cerrado, modifica su capacidad térmica. Dependiendo del tipo de quemador es el cambio de la capacidad.El tipo más sencillo de quemador, es el que tiene funcionamiento a una etapa, también es conocido como On-Off. Este quemador tiene dos estados en su funcionamiento, Encendido o Apagado. Cuando el sistema alcanza el punto de configuración (Set Point) de la variable, el control le envía la señal al quemador, y este se apaga.   

### Quemador de combustible líquido
La primera tarea a realizar por un quemador de combustible líquido es la de poner el combustible en fase gaseosa, condición indispensable para conseguir una mezcla íntima combustible-comburente y seguidamente su ignición. En función de la forma de alcanzar esta fase gaseosa, los quemadores de combustible líquido se clasifican en
- quemadores de vaporización
- quemadores de pulverización
  - pulverización mecánica por presión directa
  - pulverización mecánica por centrifugación, o de copa rotativa
  - pulverización por fluido auxiliar
    - Por aire
      - neumáticos
      - baja presión
      - media y alta presión

    - Por vapor
- quemadores de emulsión

#### pulverización mecánica por presión directa
Sin duda,                           actualmente los, casi exclusivamente, utilizados, son los de pulverización y dentro de estos, los de pulverización mecánica por presión directa.

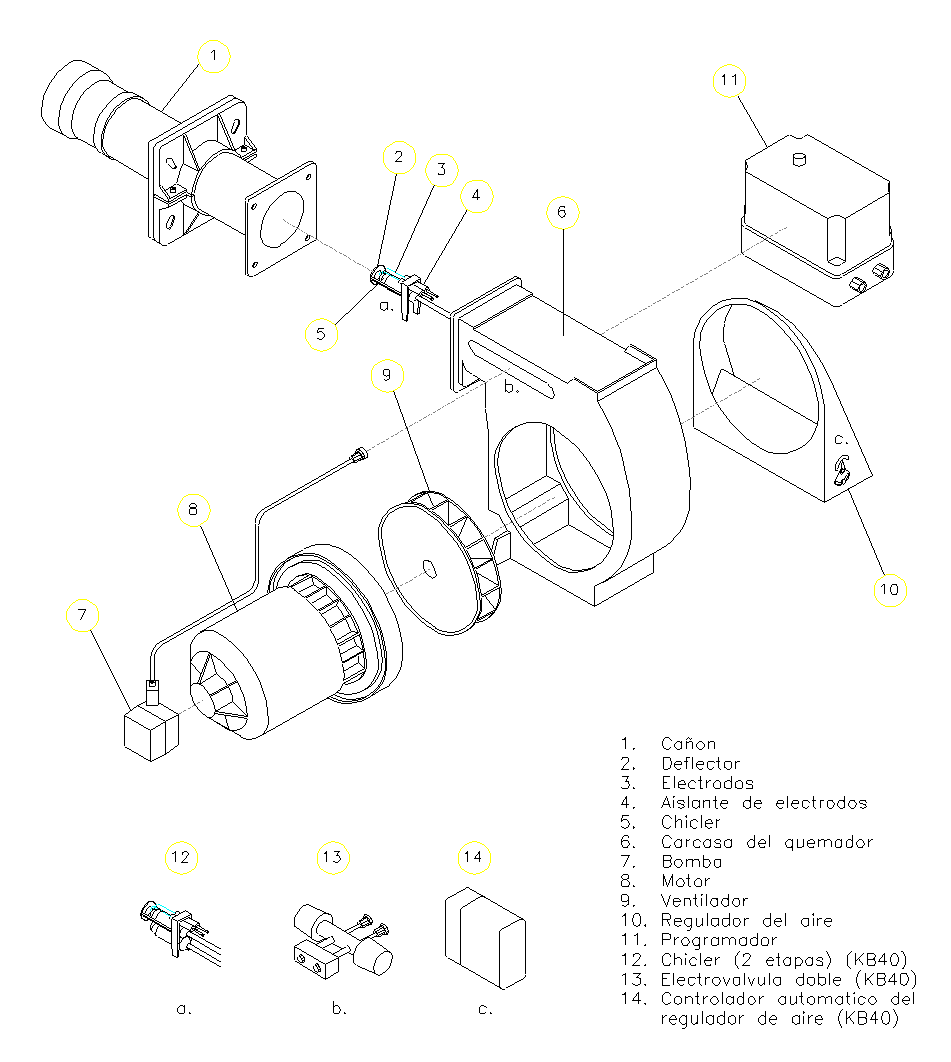
Despiece de quemador monobloc para combustible líquido con pulverización mecánica por presión directa

En ellos, se trata de romper la tensión superficial del líquido combustible, para así conseguir la atomización o fraccionamiento del líquido en millones de gotas de un diámetro comprendido entre 5μ y 500μ. A esto se llega haciendo pasar el combustible,  bajo presión,  por un orificio estrecho, que es lo mismo que se hace en la inyección diésel,  pero añadiendo un movimiento de rotación, de forma que cada gota de combustible progresa en espiral hacia el orificio de salida, formándose a la salida del mismo, una fina capa de combustible que se va adelgazando hasta romperse en gotas finísimas.
Todo este proceso se produce en el interior de la boquilla o chicler del quemador.
El chicler se constituye, por tanto, en un elemento fundamental en el funcionamiento de un quemador de combustible líquido. Su tamaño se determina con base en tres características fundamentales: caudal, ángulo de pulverización y forma del cono de pulverización.
- Caudal: Viene expresado generalmente en galones y es variable con la presión de inyección. El caudal nominal viene grabado como GPH en la cabeza de pulverización.[2] La potencia del hogar o de la caldera dividida por el poder calorífico inferior del combustible, indica el caudal necesario del mismo, que según la presión de inyección,  determinará el número de GPH del chicler. Si se trata de un quemador de dos llamas, se puede seleccionar cada chicler para el % de caudal que se estime oportuno, siempre que la suma de ambos dé el total del caudal.
- Ángulo de pulverización: Determina la longitud y anchura de la llama, más larga y estrecha cuanto menor es el ángulo. Se debe elegir consecuentemente con la forma del hogar. También viene grabado en la cabeza del chicler.[3]
- Forma del cono: Hay tres formas de cono: hueco, semihueco y lleno que se identifican con las letras H, B y S, respectivamente.[4] La forma del cono debe estar en concordancia con la distribución de aire que produzca el deflector en el cañón del quemador.

#### control automático y seguridad
Hasta 3500 kW de potencia, los quemadores se construyen formando un equipo compacto y se denominan monobloc. A partir de esta potencia es preciso instalar separadamente algunos elementos, como el ventilador, en cuyo caso el aire se conduce por conducto hasta el cabezal de combustión. Los conjuntos básicos de un quemador de pulverización mecánica son:

##### Circuito de combustible
El elemento fundamental del circuito de combustible es la bomba, que es la encargada de presurizar el combustible, con una presión según su tipo. Se emplean bombas volumétricas, normalmente de engranajes, que entregan un caudal teóricamente constante para cualquier presión, aunque, en la práctica, esto solo es cierto para altas viscosidades.
La bomba impulsa el combustible a través de una tubería que recibe el nombre de línea o caña del quemador. En la línea, inmediatamente después de la bomba, se sitúan la o las electroválvulas,  dependiendo del número de llamas del quemador. Son válvulas de solenoide, generalmente tipo NC, que dan paso al combustible hasta el chicler correspondiente.

##### Alimentación y distribución de aire
El elemento principal del circuito de aire es el ventilador . En los quemadores monobloc, el ventilador viene alojado en la voluta o envolvente del quemador, que es lo que le da su forma característica. El ventilador es de tipo centrífugo, aspirando el aire por el centro de rotación y expulsándolo tangencialmente a través del cañón. La turbina se acopla al eje del motor, que también mueve la bomba, acoplada al mismo mediante un mecanismo flector fácilmente desmontable. El diámetro de la turbina y su velocidad de rotación en cada caso, garantizan el caudal de aire y la energía necesaria para vencer la pérdida de carga del circuito de humos y crear la sobrepresión necesaria en el hogar.
No obstante esto, debe existir un mecanismo de reglaje, que permita regular el caudal de aire necesario en cada caso. Este mecanismo suele ser de tipo compuerta y su posición se regula;  manualmente y una sola vez en los quemadores pequeños, o bien automáticamente y con varias posiciones en función del número de llamas. En este último caso, el accionamiento de las compuertas se hace mediante pistón hidráulico o con servomotor eléctrico. En cualquier caso, un final de carrera abre la electroválvula de combustible cuando está garantizado que en el hogar  hay caudal de aire suficiente para la combustión completa. En las paradas se cierran totalmente las entradas de aire para evitar la ventilación parásita que por tiro natural se forma entre el hogar y la salida de humos.

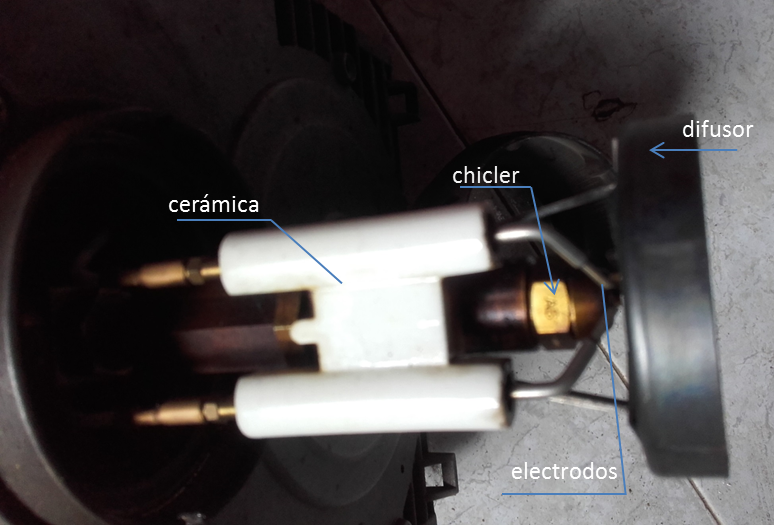
cabezal de combustión de quemador de gasóleo

El aire impulsado por el quemador a través del cañón,  se encuentra al final de éste, con un estabilizador o deflector, lo cual configura un cono de alimentación de aire cuya forma debe estar en consonancia  con la forma de cono del chicler. El aire impulsado a través de las ranuras u orificios del deflector, junto con el aire secundario que pasa por el espacio circular entre el deflector y el cañón, forman el vacío necesario para estabilizar la llama y por tanto la temperatura necesaria para la vaporización del combustible.

##### Circuito de encendido
Para el primer encendido, se necesita la presencia de una llama u otro sistema de ignición. En los quemadores de pulverización mecánica, el sistema está formado  por un transformador que se alimenta en baja tensión, pero da una salida de entre 10 y 15.000 voltios, que se aplica a dos varillas,  llamadas electrodos, envueltas en material cerámico excepto las puntas, entre las cuales, situadas a la distancia adecuada, salta un arco de 25 a 50 mA de intensidad, suficiente para que el arco inflame el líquido pulverizado. Cuando se produce la llama, su brillo es detectado por una célula fotoeléctrica situada a la entrada del cañón, que corta la corriente al transformador. Si eventualmente la llama cesa, la célula vuelve a producir chispa para otro encendido. Pasado un tiempo establecido sin que se forme la llama, el quemador se bloquea y no volverá a encenderse mientras no se solucione el problema.

##### Elementos de seguridad, control y mando
El funcionamiento del quemador y el gobierno de todo lo descrito lo realiza el programador, que establece la secuencia en el arranque o puesta en tensión de cada uno de los elementos, así como los tiempos de funcionamiento. Una tarjeta impresa con circuitos lógicos, controla que no se produzca  una puesta en marcha o un funcionamiento irregular.

#### Quemadores de fuel-óleo
Lo indicado anteriormente se refiere a quemadores de combustibles líquidos ligeros, generalmente gasóleos. Los fuelóleos son  los combustibles  líquidos  más pesados, que debido a su alta viscosidad necesitan en los quemadores unos tratamientos específicos además de los indicados. Los fuelóleos muy pesados, debido a su alto poder contaminante se utilizan cada vez menos en Europa. Algunos más ligeros, por su bajo precio, se siguen utilizando en la industria y en plantas de cogeneración.
En función del grado de viscosidad puede necesitar precalentarse para facilitar su bombeo. En este caso se utilizan tanques nodriza, de capacidad en función del consumo del quemador, que se mantienen a la temperatura adecuada para que el combustible fluya. Igualmente ocurre con las tuberías de alimentación desde el depósito nodriza hasta la entrada del quemador, que deben estar calefactadas con resistencias eléctricas o tuberías de acompañamiento.
Cuando la bomba se pone en marcha aspira el combustible a través de un filtro y lo hace llegar a un depósito, llamado comúnmente barrilete o precalentador, donde con resistencias eléctricas se eleva su temperatura hasta alcanzar la óptima para su pulverización. Del precalentador,  el fuel llega a la electroválvula de prelavado, que estará abierta y hará retornar el combustible al barrilete. Este trasiego se mantiene durante 10 o 15 segundos, lo que permite desplazar el combustible frío contenido en el circuito y remplazarlo por combustible caliente, así como evacuar los posibles gases formados en el precalentador. Al mismo tiempo, el ventilador ya está introduciendo aire frío en el hogar y expulsa los gases residuales que pudieran quedar,  proceso que se conoce como prebarrido.  También durante este tiempo salta la chispa entre los electrodos, de tal forma que cuando se cierra la electroválvula de prelavado, se abre la de primera llama y si todo es correcto, se enciende el combustible.
Los quemadores de gasóleo carecen de precalentamiento, ya que debido a su viscosidad no lo necesitan y la secuencia de funcionamiento comienza con el prebarrido. 

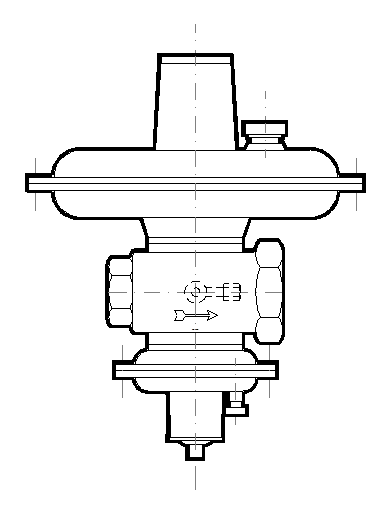
Regulador de gas con seguridad por máxima

### Quemadores de gas
Los quemadores de gas son también iguales en su funcionamiento, salvo;  que en ellos se omite, por razones obvias, todo lo concerniente a la preparación del combustible y que los órganos de control y seguridad  son específicos para este tipo de fluido.
La llegada del gas al quemador se realiza a través de un conjunto que se conoce como rampa de gas, formada esencialmente por un filtro de gas  y un regulador que ajusta la presión de entrada,  procedente del armario de Regulación y Medida, a la necesaria en el quemador. El gas entra en el quemador y después de pasar un nuevo filtro, llega a la válvula de seguridad provista de presostato de mínima, pasa después por un control de estanqueidad y finalmente por una válvula de regulación con estabilizador antes de alcanzar el cabezal de combustión en el cañón del quemador.

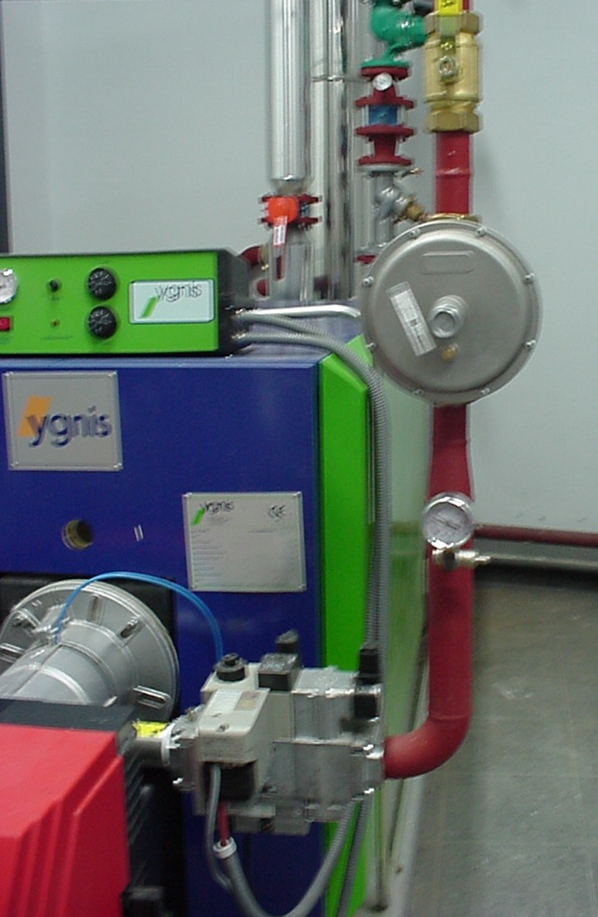
rampa de gas de alimentación a un quemador monobloc

El cabezal , como el descrito anteriormente, está formado por el deflector y  el sistema de encendido. La detección de llama se puede hacer mediante un electrodo de ionización que se puede utilizar simultáneamente para el encendido, o mediante célula fotoeléctrica para radiación UV.

## Quemadores digitales
En la actualidad los procesos de funcionamiento de un quemador, tanto de combustible líquido como de gas, son igual que los descritos, sin embargo, los órganos de mando son servomotores digitales con microprocesador, incluso en la alimentación de combustible, que proporcionan una altísima precisión en el posicionamiento. Todos los órganos se mandan con controladores digitales que permiten; la utilización de diferentes combustibles en el mismo aparato, la regulación en continuo de la potencia desde cero a un máximo, funciones de marcha-paro, introducción de consignas, contadores de consumo e incluso puertos de comunicaciones para intercambio y proceso de datos.
Por otra parte, sondas de O2 y de temperatura en la chimenea, permiten análisis de combustión en continuo, que establecen la regulación fina del caudal de combustible y de comburente, lo que optimiza el rendimiento y minimiza la contaminación.
El control de  llama por ionización en continuo, la regulación de velocidad por variación de frecuencia, los puertos de comunicaciones y el control remoto,  proporcionan una alta seguridad y un óptimo rendimiento con la máxima sencillez de manejo.
Los quemadores actuales disponen,  además, de control de averías, opcionalmente con comunicación directa con el servicio de mantenimiento y proporcionan históricos de datos sobre parámetros y consumos, lo que posibilita la realización de análisis e informes y facilitan la gestión de la instalación.

## Selección del quemador
Se ha indicado la importancia de coordinar la forma de cono del chicler con el cono de aire que produce el deflector de la cabeza de combustión y estos con la forma y dimensiones del hogar.
En el mercado, rara vez se encuentran conjuntos de hogar con su correspondiente quemador, solamente en algún caso de calderas domésticas se oferta esta posibilidad. En la mayor parte de los casos, el fabricante del hogar, sea éste horno, caldera o generador, y el fabricante del quemador, son distintos. Sin embargo, del acoplamiento perfecto de hogar y quemador, depende gran parte del rendimiento de la combustión.
En primer lugar, el quemador debe ser capaz de quemar la cantidad de combustible necesaria para producir la potencia del hogar al que esté acoplado. Determinar esta cantidad es muy sencillo, incluso a veces no es necesario, ya que los fabricantes de quemadores los clasifican por sus potencias máxima y mínima, con lo cual todo se limita a que la potencia del hogar debe estar comprendida en el campo de potencia del quemador. 

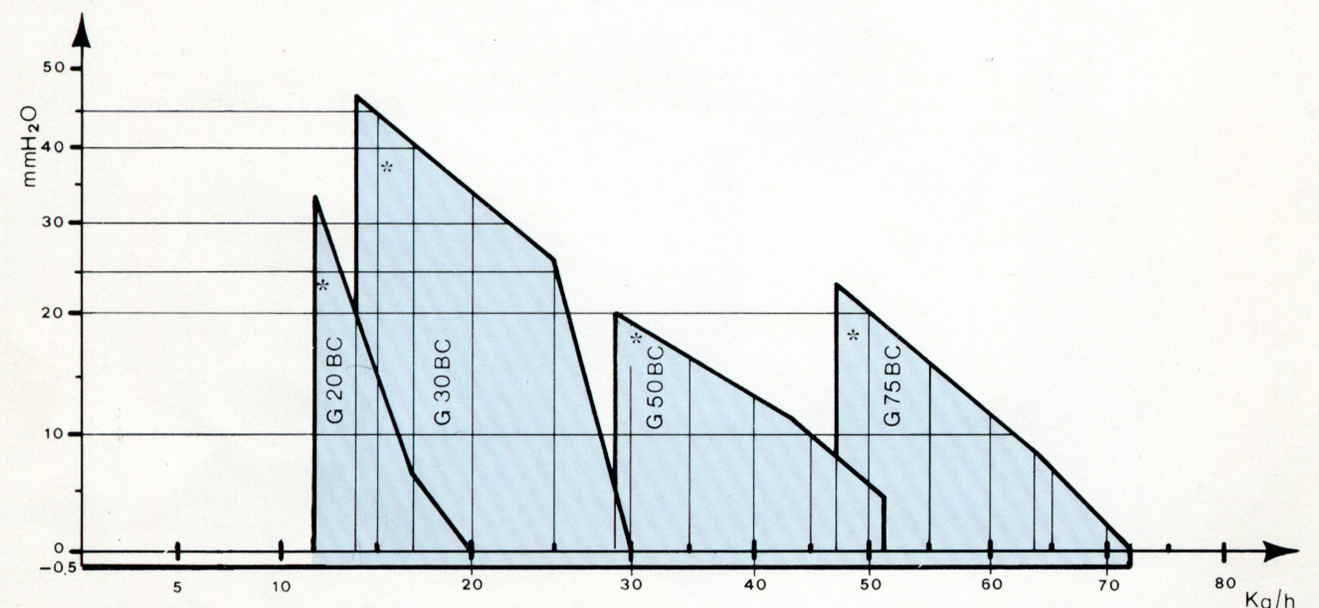
Curvas de selección de quemador

Por otra parte el ventilador del quemador tendrá que crear la sobrepresión necesaria en el hogar, lo que significa que ha de tener una presión disponible ligeramente superior a la pérdida de carga del circuito de humos del hogar. Si la presión del ventilador es inferior a la pérdida de carga, el quemador dará explosiones y los humos revocarán, pero si es muy superior, aumentará mucho el caudal de aire con respecto  al teóricamente necesario. Este aire en exceso, se calienta en el hogar  y saldrá, por la chimenea, caliente sin haber producido ningún beneficio. Además, también aumentará la velocidad de paso de los gases, con lo que estos,  no tendrán tiempo para ceder todo su calor en el circuito de humos. Todo ello reduce el rendimiento del proceso. Lo ideal, por tanto, será que el ventilador disponga de la presión más ajustada posible para depositar los gases de combustión en el cajón de humos, es decir, en la base de la chimenea, donde, en funcionamiento, la presión deberá ser cero, o mejor, de unos pocos mm.c.a. de depresión, correspondientes al tiro natural de la chimenea, que es quien debe de encargarse de evacuar los humos al exterior.
Para facilitar esta selección, los fabricantes de la caldera tienen que hacer constar en su documentación  y en su etiqueta, el dato de la pérdida de carga del circuito de humos y los fabricantes de quemadores facilitan unos gráficos de curvas de trabajo de sus modelos de quemador. El punto de trabajo, es decir, el correspondiente al caudal y la presión necesaria en el hogar deberá quedar dentro del área encerrado por la curva de trabajo del modelo seleccionado.